# Enterotube
L'enterotube è un sistema colorimetrico per l'identificazione delle enterobacteriaceae. Sfrutta una serie di test biochimici per la rapida identificazione di un organismo batterico appartenente al genere degli enterobatteri, solitamente viene utilizzato per velocizzare le operazioni di identificazione e di analisi dei campioni presunti portatori di questi organismi.

## Struttura
L'enterotube è formato da un tubo sterile contenente un ago o un tampone da inoculo e dodici scompartimenti contenenti ciascuno un terreno di coltura di tipo differenziale, ovvero che contiene un indicatore il cui colore vira alla presenza di particolari sostanze o caratteristiche permettendo all'operatore di identificare il microrganismo in questione.

## Come si usa
Rimuovendo i tappi ai lati del sistema si può procedere al prelevamento di una colonia (precedentemente all'utilizzo di questo metodo bisogna aver coltivato i batteri in modo da avere colonie isolate) direttamente con la punta del tampone e dell'ago da inoculo. Successivamente, avendo cura di toccare ogni terreno, estrarre e reinserire senza disinfettare il sistema di inoculo. Alcuni degli scompartimenti richiedono la presenza di ossigeno per reagire per questo il dispositivo è dotato di fori in prossimità di questi scomparti che vengono aperti dopo l'inoculo. Richiudere dunque l'enterotube e riporlo su superficie piana a 37° gradi per ventiquattro ore. Trascorso il tempo di incubazione è possibile interpretare l'enterotube senza l'ausilio di particolari macchinari ma confrontando le colorazioni assunte dai terreni con quelle di un'apposita legenda.